# European Karate Federation
De European Karate Federation (EKF) is een Europese sportfederatie voor karate.

## Geschiedenis
In 1963 nodigde Jacques Delcourt, voorzitter van de Fédération française de karaté et arts martiaux affinitaires (FFKAMA), de nationale federaties uit Italië, het Verenigd Koninkrijk, België, de BRD, Zwitserland en Spanje uit om naar Frankrijk te komen voor het eerste internationale karate-evenement in de geschiedenis. Van de zes federaties accepteerden enkel België en het Verenigd Koninkrijk de uitnodiging.
Op 15 december 1963 kwamen te Parijs de Franse, Britse en Belgische federaties samen voor het 'eerste Europese karate congres' met als doel karatetoernooien tussen hun respectievelijke landen te organiseren. Hierbij werd die dag de Union Européenne de Karaté (UEK) officieel opgericht. Op 24 mei 1964 werd tijdens het 'tweede Europese karate congres' een bestuursstructuur voor de UEK opgericht. Jacques Delcourt werd verkozen tot eerste president, een functie die hij bekleedde tot 1996. Tijdens het 'derde Europese karate congres', dat plaatsvond op 21 november 1965, hebben de afgevaardigden - die nu tien landen vertegenwoordigden - een constitutionele structuur en gestandaardiseerde regels voor instructie en rangschikking aangenomen. Ze hadden ook de eerste Europese karatekampioenschappen gepland, die in mei 1966 in Parijs werden gehouden.
Het eerste EK trok ongeveer 300 toeschouwers en werd live uitgezonden op televisie. Het evenement kreeg kritiek omdat het te gewelddadig was, daar meerdere deelnemers verwondingen aan het gezicht opliepen. De UEK-raad gaf verschillende redenen over de oorzaken van de verwondingen, variërend van buitensporige regelovertredingen tot verschillen in vaardigheden en conditie. De kwestie van overtollig letsel werd behandeld tijdens het eerste scheidsrechtersseminar van de UEK, dat in 1967 in Rome werd georganiseerd.
In 1993 veranderde de UEK haar naam in de European Karate Federation (EKF).

## Structuur

### Bestuur
Huidig voorzitter is de Spanjaard Antonio Espinós, huidig algemeen secretaris is de Kroaat Davor Cipek. Het hoofdkwartier van de bond is in Madrid gevestigd. DE EKF is een van de vijf continentale federaties erkend door de World Karate Federation (WKF). Engels is de officiële taal. Als er twijfel is met betrekking tot de sport of techniek van karate, wordt er teruggegrepen naar de originele Japanse tekst.
| Periode      | Voorzitter       |
| ------------ | ---------------- |
| 1964 - 1996  | Jacques Delcourt |
| 1997 - heden | Antonio Espinós  |

| Periode      | Algemeen secretaris |
| ------------ | ------------------- |
| ? - 2021     | George Yerolimpos   |
| 2021 - heden | Davor Cipek         |

### Aangesloten bonden
De EKF vertegenwoordigt de nationale sportbonden van 52 landen, met name Albanië, Andorra, Armenië, Azerbeidzjan, België, Bosnië & Herzegoniva, Bulgarije, Cyprus, Denemarken, Duitsland, Engeland, Estland, Finland, Frankrijk, Georgië, Griekenland, Hongarije, Ierland, IJsland, Israël, Italië, Kosovo, Kroatië, Letland, Litouwen, Luxemburg, Malta, Moldavië, Monaco, Montenegro, Nederland, Noord-Ierland, Noord-Macedonië, Noorwegen, Oekraïne, Oostenrijk, Polen, Portugal, Roemenië, Russische Federatie, San Marino, Schotland, Servië, Slowakije, Slovenië, Spanje, Tsjechië, Turkije, Turkmenistan, Wales, Wit-Rusland, Zweden en Zwitserland.

## Missie
Het doel van EKF is om de karatesport te bevorderen, te organiseren, te regelen, en te populariseren. Sinds 1966 organiseert het de Europese kampioenschappen karate. Daarnaast organiseert het EKF sindsdien ook junior, kadetten en onder-21 kampioenschappen middels de European Juniors Karate Championships.